# The Nomad Soul
The Nomad Soul (o Omikron: The Nomad Soul) és un videojoc d'acció/aventura desenvolupat per l'estudi francès Quantic Dream i publicat per Eidos Interactive el 1999.
El joc es desenvolupa en un món futurista. El jugador veu la seva ànima projectada (com un avatar) en el cos d'un policia d'Omikron, en una ciutat la direcció de la qual ha estat confiada a un ordinador superintel·ligent.